# ثقافة بلجيكا

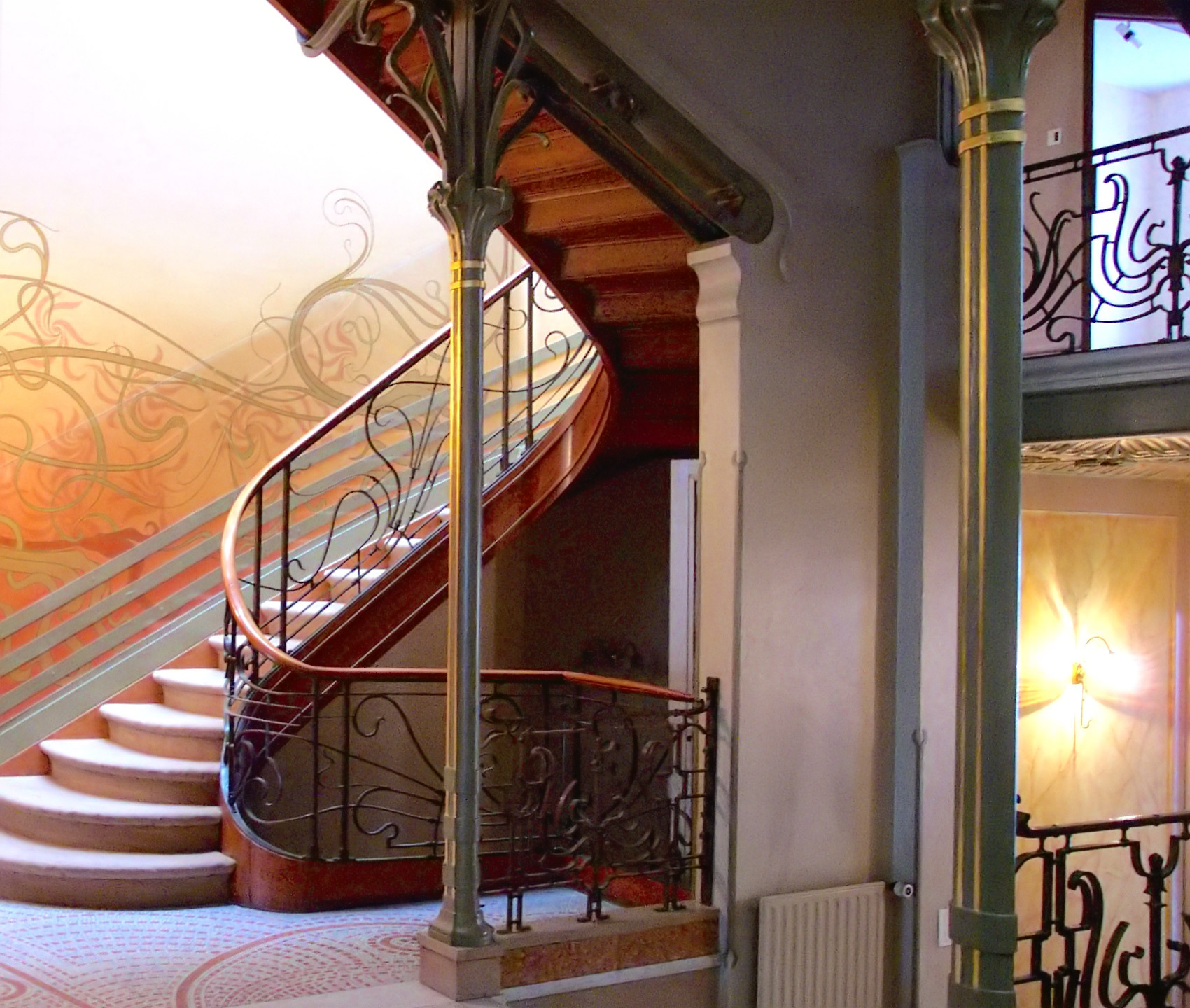

تشمل الثقافة البلجيكية الجوانب المشتركة بين جميع البلجيكيين بغض النظر عن اللغة التي ينطقون بها، والاختلافات بين المجتمعات الثقافية الرئيسية: البلجيكيين الناطقين بالهولندية (الفلمنكية) والبلجيكيين الناطقين بالفرنسية (معظمهم من سكان بروكسل والون). ينظر معظم البلجيكيين إلى ثقافتهم على أنها جزء لا يتجزأ من الثقافة الأوروبية.
كانت المنطقة المعروفة اليوم باسم بلجيكا تقع دائمًا في نقطة التقاء جرمانيا وأوروبا اللاتينية، وقد استفادت من التخصيب الثقافي المتبادل لقرون عدة. بسبب موقعها الاستراتيجي في قلب أوروبا، كانت بلجيكا أصل العديد من الحركات الفنية والثقافية الأوروبية.
تشمل العناصر الشهيرة للثقافة البلجيكية فن الطهي (البيرة البلجيكية والبطاطا المقلية والشوكولاتة ، والفطائر وغيرها)، وتقليد القصص المصورة (تينتين والسنافر ومارسوبلامي ولاكي لوك ولارغو وينتش وغيرها)، والرسم والعمارة (الفن المعاصر وفن موسان والرسم الهولندي المبكر والنهضة الفلمنكية والرسم الباروكي بالإضافة إلى أمثلة رئيسية على العمارة الرومانية والقوطية والفولكلور والسريالية (في الفن وكذلك في مواقف معظم البلجيكيين).
نظرًا لأن الثقافة الحديثة مرتبطة أكثر من أي وقت مضى باللغات (المسارح ووسائل الإعلام والأدب...)، تميل الحياة الثقافية البلجيكية الحديثة إلى التطور في كل مجتمع لغوي على حدى (مع وجود عناصر مشتركة بين المجتمعات اللغوية). يتخذ أعضاء كل مجموعة من المجموعتين اللغويتين الرئيسيتين اختياراتهم الثقافية من داخل مجتمعهم اللغوي، وبعد ذلك، غذا تجاوزنا تلك المجتمعات، ننجد أن الفلمنكيين يستمدون اختياراتهم الثقافية بشكل مكثف من الثقافة الناطقة باللغة الإنجليزية (التي تهيمن على العلوم والحياة المهنية ومعظم وسائل الإعلام الإخبارية) ومن هولندا، بينما يميل المتحدثون بالفرنسية إلى التركيز بشكل أكبر على الحياة الثقافية في فرنسا وأماكن أخرى في العالم الفرنكوفوني على الرغم من أن الثقافة الناطقة باللغة الإنجليزية أكثر انتشارًا في بلجيكا الناطقة بالفرنسية مقارنة بفرنسا.
لدى الأقليات مثل اليهود الذين شكلوا أحد مكونات الثقافة الفلمنكية، ولا سيما ثقافة أنتويرب لأكثر من خمسمائة عام، ثقافات محددة خاصة بهم.

## الفن

### القصص المصورة
لدى بلجيكا العديد من رسامي الكاريكاتير المشهورين، مثل هيرجي (مغامرات تين تين) وبيو (السنافر) وفرانكوين (سبيرو وفانتازيو ومارسوبيلامي وجاستون) وويلي فاندرستين (سبايك وسوزي) وموريس (لاكي لوك) وإدغار بي جاكوبس (بليك ومورتيمر) وجيف نيس (جوميك) ومارك سلين (نيرو).
في الآونة الأخيرة، اشتهر جان فان هام (لارغو وينش وثورغال وغيرهما)، وراوول كوفين، وفرانسوا شوتين وبينوا بيترز واعتبروا من بين أكثر رسامي الكاريكاتير قراءة.
بلجيكا موطنٌ لبعض أهم مجلات القصص المصورة الأوروبية وناشريها.

### المتاحف
يعتبر المتحف الملكي للفنون الجميلة من أكثر المتاحف إثارة للإعجاب في بلجيكا. يضم المتحف الواقع في أنتويرب مجموعة رائعة من أعمال بيتر بول روبن، أما متحف جرونينج الواقع في بروج فيضم الرسومات الفلمنكية البدائية. هناك العديد من المتاحف الأخرى، نجد منها متحف ماس وهو أكبر متحف في بلجيكا، بالإضافة إلى المتاحف الملكية للفنون الجميلة في بلجيكا الواقعة في بروكسل، والتي تحتوي على سينما وقاعة حفلات وأعمال فنية من فترات عديدة، بما في ذلك مجموعة كبيرة من رينيه ماغريت.
إضافة غلى ذلك، فإن متحف بلانتين موريتوس في أنتويرب، وهو أحد مواقع التراث العالمي، يُعتبر المصنع الكامل لأكبر دار نشر في القرن السابع عشر.

## الأدب
كان الأدب البلجيكي أكثر تماسكًا في الماضي ولكنه منقسم الآن بين الأدب الفلمنكي والأدب البلجيكي الفرنكوفوني. حتى منتصف القرن العشرين، كان الكتاب البلجيكيون يكتبون في كثير من الأحيان باللغة الفرنسية حتى لو كانوا فلمنكيين، ويرجع ذلك إلى كل من المكانة المهيمنة لتلك اللغة في الثقافة العالمية، كما داخل بلجيكا نفسها (مثل سوزان ليلار أو إميل فيرايرين أو موريس ماترلينك)، كما أن العديد من الأفراد الناطقين بالفرنسية يتحدرون من عائلات ناطقة أصلًا باللغة الهولندية (خاصة في بروكسل، مثل الفنان جاك بريل). مع ازدياد أهمية الحركة الفلمنكية، أصبح المؤلفون الهولنديون أكثر بروزًا في المنطقة الناطقة بالهولندية بل، لا بل لعبوا دورًا مهمًا في الحركة المذكورة، نذكر منهم هندريك كونسيانس. من بين المؤلفين الفلمنكيين المعاصرين المهمين توم لانوي وديميتري فيرهولست.
يصعب أحيانًا التمييز بين الأدب البلجيكي الفرنكوفوني والأدب الفرنسي، لأن العديد من المؤلفين الفرنسيين العظماء ذهبوا إلى بلجيكا بحثًا عن ملجأ (نذكر منهم فيرلان وريمبووبودلير وأبولينير وإيريك-إيمنويل شميت) والعكس صحيح أيضًا، إذ نجد أن العديد من الكتاب والأدباء البلجيكيين ذوي الخلفية الفرنكوفونية قد استقروا في باريس (منهم سيمنون وأميلي نوثون). يتميز الأدب البلجيكي الفرنكوفوني بالمؤلفين الذين حققوا نجاحًا على الصعيد الوطني في بلجيكا بينما لم يكونوا معروفين في فرنسا، ويشترك هولاء في السمات التي تُعتبر بلجيكية نموذجية: استخدام الفكاهة السوداء والسخرية من الذات والسريالية والعبثية (على غرار رسامين البلجييين أمثال رينيه ماغريت)، وإشارات إلى التاريخ والمجتمع البلجيكيين (مثل الملوك البلجيكيين والصراعات اللغوية في بلجيكا ومستعمرة الكونغو السابقة والجعة البلجيكية وفن الطهو وكل ما هو بلجيكي نموذجي) وغالبًا ما ينشطون في الأوساط البلجيكية ككتّاب أعمدة أو الفنانين. من هؤلاء المؤلفينن توماس غونزيغ جوان دولترمونت وجاك ميرسييه وغيرهم...)
من أشهر المؤلفين البلجيكيين: جويدو جيزيل (1830-1899) وإميل فيرهارين (1855-1916) وماكس إلسكامب (1862-1931) وموريس ميترلينك (1862-1949) وبول فان أوستيجين (1896-1926)، وهنري ميشو (فرنسي ولد في بلجيكا وتلقى تعليمه هناك، 1899–1984) وجاك بريل (1929–1978) وكتّاب نثر: هندريك كونسيانس (1812-1883) وتشارلز دي كوستر (1827-1879) وويليم إلسكوت (1882–1960) وميشيل دي غيلديرود (1898-1962) وجورج سيمينون 1903-1989 ولويس بول بون (1912-1979) وهوغو كلاوس (1929-2008) وبيير ميرتنز (مواليد 1939) وإرنست كلايس (1885-1968) وأميلي نوثومب (مواليد 1967).

## السينما
كُرّمت السينما البلجيكية عدة مرات في مهرجان كان السينمائي وفي مهرجانات أخرى أقل شهرة. تصنع الأفلام البلجيكية عمومًا بميزانية صغيرة ، وتمولها في الغالب الحكومات الإقليمية والشركات الخاصة عن طريق الرعاية وعرض منتجات معينة في خلال الفيلم.

## الموسيقى

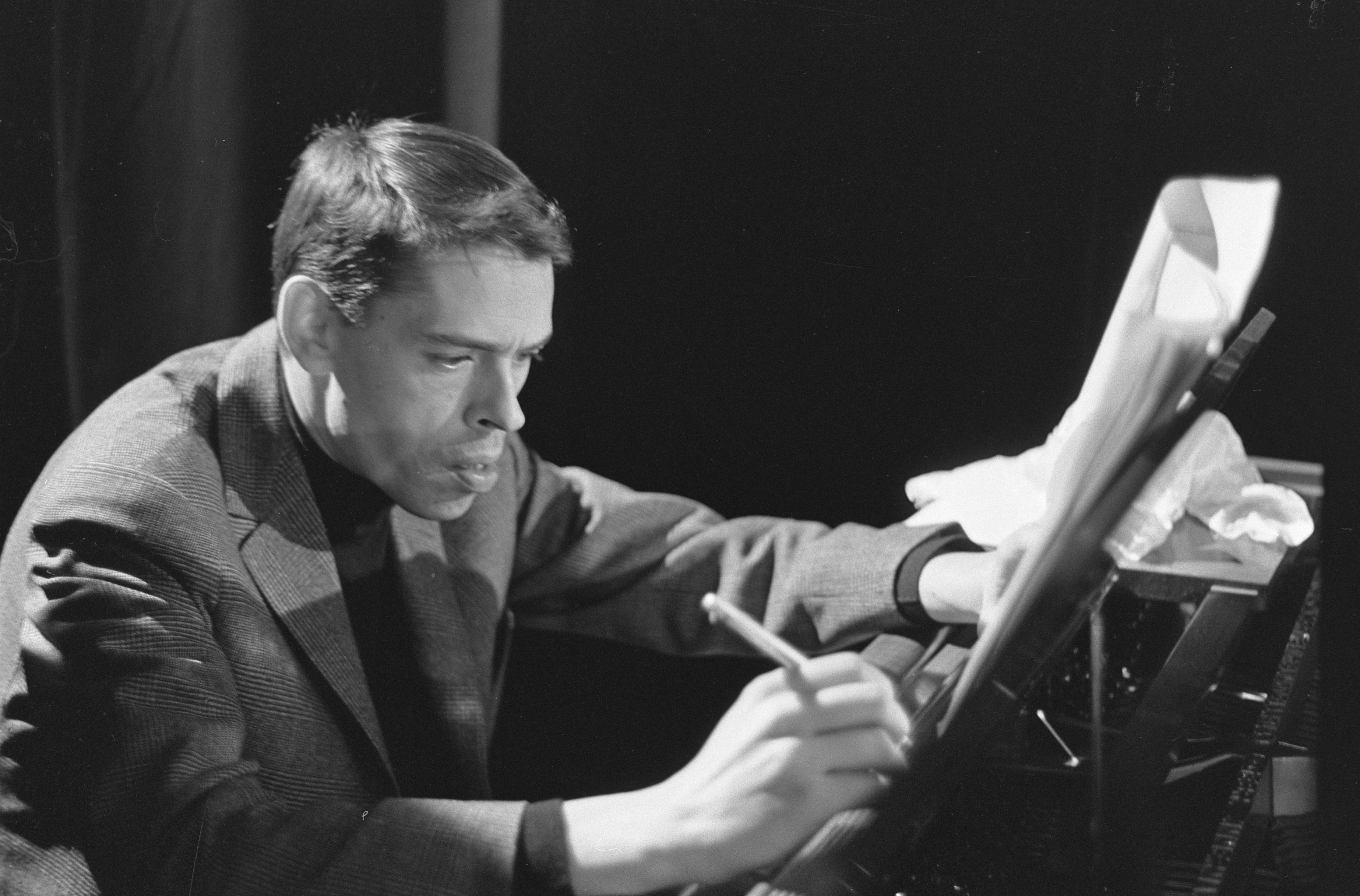
بث تلفزيوني لدومينو جاك بريل أثناء التسجيل في أمستردام، ماركانتي.

ولد العديد من الملحنين الكلاسيكيين المهمين في بلجيكا، ويُعتبر سيزار فرانك من أشهرهم، دون أن نغفل أهمية هنري فيوكستيمبس ويوجين يسي وغيوم ليكيو ووي ميرتنز. ينحدر العديد من الملحنين العظماء في العصور الوسطى وعصر النهضة، أمثال جيل بينشوا وأورلاندي دي لاسوس وغيوم دوفاي وهاينريش إسحاق وجاكوب أوبرخت من المنطقة التي أصبحت تعرف الآن ببلجيكا.
من بين المطربين المشهورين لارا فابيان وستروماي وجاك بريل وأرنو وموران وبوببيان شويبين وسلفاتوري أدامو وفيليب لافونتين وبيير رابسات.
ولد أدولف ساكس، مخترع الساكسفون، في بلجيكا. تتمتع البلاد أيضًا بمشهد نشطٍ جدًا لموسيقى الجاز يحظى باعتراف وتقدير دوليين، في ظل وجود فرق مثل أكا مون وماكس سبيريت وأوكتورن. من المحتمل أن يكون الموسيقي توتس تيلمانز وعازف الجيتار فيليب كاثرين ودجانغو راينهارت من أشهر موسيقيي الجاز البلجيكيين.
حصلت هوفرفونيك، وهي فرقة بوب بلجيكية تأسست في منتصف التسعينيات على اعتراف وتقدير دوليين من خلال إدراجها في الموسيقى التصويرية لفيلم برناردو بيرتولوتشي لعام 1996 لا بولو دا سولا (الجميلة السارقة).